# Gorgonidium striatum
Gorgonidium striatum là một loài thực vật có hoa trong họ Ráy (Araceae). Loài này được Hett., Ibisch & E.G.Gonç. mô tả khoa học đầu tiên năm 2003.